# 2010-es Iowa Corn Indy 250
A 2010-es Iowa Corn Indy 250 volt a 2010-es IZOD IndyCar Series szezon nyolcadik futama. A versenyt június 20-án rendezték meg az Iowa-ban található 0.8 mérföldes oválpályán, a versenyt a Versus közvetítette.

## Rajtfelállás
| Rajtsor | Belső ív | Belső ív         | Külső ív | Külső ív            |
| ------- | -------- | ---------------- | -------- | ------------------- |
| 1       | 12       | Will Power       | 9        | Scott Dixon         |
| 2       | 26       | Marco Andretti   | 3        | Hélio Castroneves   |
| 3       | 10       | Dario Franchitti | 77       | Alex Tagliani       |
| 4       | 5        | Szató Takuma     | 6        | Ryan Briscoe        |
| 5       | 7        | Danica Patrick   | 4        | Dan Wheldon         |
| 6       | 22       | Justin Wilson    | 37       | Ryan Hunter-Reay    |
| 7       | 14       | Vitor Meira      | 19       | Alex Lloyd          |
| 8       | 11       | Tony Kanaan      | 32       | Mario Moraes        |
| 9       | 24       | Graham Rahal     | 67       | Sarah Fisher        |
| 10      | 8        | E.J. Viso        | 78       | Simona De Silvestro |
| 11      | 2        | Raphael Matos    | 36       | Bertrand Baguette   |
| 12      | 34       | Mario Romancini  | 06       | Hideki Mutoh        |
| 13      | 18       | Milka Duno       |          |                     |

### Verseny
| Pozíció | #  | Pilóta                  | Csapat                                    | Futott kör | Idő/Kiesés oka | Rajthely | Élen töltött körök száma | Pont |
| ------- | -- | ----------------------- | ----------------------------------------- | ---------- | -------------- | -------- | ------------------------ | ---- |
| 1.      | 11 | Tony Kanaan             | Andretti Autosport                        | 250        | 1:42:12.4036   | 15       | 62                       | 50   |
| 2.      | 3  | Hélio Castroneves       | Team Penske                               | 250        | +4.2030        | 4        | 43                       | 40   |
| 3.      | 8  | E.J. Viso               | KV Racing Technology                      | 250        | +5.2538        | 19       | 0                        | 35   |
| 4.      | 6  | Ryan Briscoe            | Team Penske                               | 250        | +9.0536        | 8        | 0                        | 32   |
| 5.      | 12 | Will Power              | Team Penske                               | 250        | +9.5902        | 1        | 32                       | 31   |
| 6.      | 9  | Scott Dixon             | Chip Ganassi Racing                       | 250        | +15.2683       | 2        | 21                       | 28   |
| 7.      | 14 | Vitor Meira             | A. J. Foyt Enterprises                    | 250        | +16.8713       | 13       | 0                        | 26   |
| 8.      | 37 | Ryan Hunter-Reay        | Andretti Autosport                        | 249        | +1 Kör         | 12       | 0                        | 24   |
| 9.      | 24 | Graham Rahal            | Dreyer & Reinbold Racing                  | 249        | +1 Kör         | 17       | 11                       | 22   |
| 10.     | 7  | Danica Patrick          | Andretti Autosport                        | 249        | +1 Kör         | 9        | 0                        | 20   |
| 11.     | 4  | Dan Wheldon             | Panther Racing                            | 249        | +1 Kör         | 10       | 0                        | 19   |
| 12.     | 77 | Alex Tagliani           | FAZZT Race Team                           | 248        | +2 Kör         | 6        | 0                        | 18   |
| 13.     | 19 | Alex Lloyd (R)          | Dale Coyne Racing                         | 248        | +2 Kör         | 14       | 0                        | 17   |
| 14.     | 2  | Raphael Matos           | Luczo Dragon Racing de Ferran Motorsports | 247        | +3 Kör         | 21       | 0                        | 16   |
| 15.     | 26 | Marco Andretti          | Andretti Autosport                        | 244        | +6 Kör         | 3        | 12                       | 15   |
| 16.     | 34 | Mario Romancini (R)     | Conquest Racing                           | 244        | +6 Kör         | 23       | 0                        | 14   |
| 17.     | 36 | Bertrand Baguette (R)   | Conquest Racing                           | 237        | +13 Kör        | 22       | 0                        | 13   |
| 18.     | 10 | Dario Franchitti        | Chip Ganassi Racing                       | 212        | Váltóhiba      | 5        | 69                       | 14   |
| 19.     | 5  | Szató Takuma (R)        | KV Racing Technology                      | 177        | Vezetői hiba   | 7        | 0                        | 12   |
| 20.     | 06 | Hideki Mutoh            | Newman/Haas Racing                        | 131        | Kiállt         | 24       | 0                        | 12   |
| 21.     | 78 | Simona de Silvestro (R) | HVM Racing                                | 128        | Kiállt         | 20       | 0                        | 12   |
| 22.     | 67 | Sarah Fisher            | Sarah Fisher Racing                       | 92         | Vezetői hiba   | 18       | 0                        | 12   |
| 23.     | 18 | Milka Duno              | Dale Coyne Racing                         | 31         | Kiintették     | 25       | 0                        | 12   |
| 24.     | 22 | Justin Wilson           | Dreyer & Reinbold Racing                  | 0          | Vezetői hiba   | 11       | 0                        | 12   |
| 25.     | 32 | Mario Moraes            | KV Racing Technology                      | 0          | Vezetői hiba   | 16       | 0                        | 10   |

## Bajnokság állása a verseny után
Pilóták bajnoki állása
| Pozíció | Pilóta            | Pontok |
| ------- | ----------------- | ------ |
| 1       | Will Power        | 274    |
| 2       | Scott Dixon       | 263    |
| 3       | Dario Franchitti  | 260    |
| 4       | Hélio Castroneves | 251    |
| 5       | Ryan Briscoe      | 240    |